# Gladiolus ledoctei
Gladiolus ledoctei är en irisväxtart som beskrevs av Paul Auguste Duvigneaud och Van Bockstal. Gladiolus ledoctei ingår i släktet sabelliljor, och familjen irisväxter. Inga underarter finns listade i Catalogue of Life.